# Pietro Partecipazio
Pietro Partecipazio o Badoer-Partecipazio (... – 942) fu, secondo la tradizione, il 20º doge della Repubblica di Venezia.
Era figlio del diciottesimo doge Orso II Participazio.
Pare che durante il suo dogado non sia avvenuto alcunché degno di nota; morì tre anni dopo l'elezione e fu sepolto nella Chiesa di San Felice di Ammiana, dov'era già sepolto suo padre.